# Une femme fidèle
Une femme fidèle és una pel·lícula francesa del 1976 dirigida per Roger Vadim.

## Sinopsi
Primavera de 1826. El comte Charles de Lapalmmes, de 34 anys, és seductor, brillant, conreat, però cínic i desbaratat. Després de tres canvis consecutius de règim, aquest aristòcrata ha fet un pas enrere i les seves idees, per a l'època, es van considerar escandaloses, fins i tot anàrquiques. Charles ja no creu en la política ni en la moral. Egoista, la seva única preocupació a la vida és el seu plaer personal.
Mathilde Leroy és el seu contrari. Esposa fidel d'un home ric, dedicada al seu marit, d'una moralitat tradicionalista, gairebé rigorosa, viu lluny de les realitats del món. Decididament, aquests dos éssers oposats no haurien d'haver-se conegut mai. Només aquí, el destí és imprevisible ...

## Repartiment
- Sylvia Kristel: Mathilde Leroy
- Nathalie Delon: Flora de Saint-Gilles
- Jon Finch: comte Charles de Lapalmmes
- Gisèle Casadesus: marquesa de Lapalmmes
- Marie Lebée: Isabelle de Volnay
- Serge Marquand: Samson
- Jacques Berthier: M. Leroy
- Édouard Niermans: Carral
- Jean Mermet: Père Anselme
- Anne-Marie Descott: Duquessa de Volnay
- Katy Amaizo: Pauline
- Annie Braconnier: Victoire
- Jean-Pierre Hazy: el sergent
- Tom Emrod: Tanguy

## Anàlisi
Tot i que Roger Vadim no l'ha presentat mai com a tal, la seva pel·lícula s'assembla molt a una nova adaptació de Liaisons Dangereuses de Choderlos de Laclos. Una novel·la que ja havia adaptat el 1959 i que la crítica no havia rebut millor que aquesta. Seguirà Vadim una llarga travessa del desert esquitxada aquí i allà per algunes produccions mediocres i pel·lícules de televisió.

## Nominacions
- César 1977: Millor cinematografia per a Claude Renoir.[3]
- Fou exhibida com a part de la selecció oficial al Festival Internacional de Cinema de Sant Sebastià 1976.[4]